# Еклисиаст (албум)
„Еклисиаст Том I“ е дебютният и единствен албум на дует КариZма издаден и продуциран от Karizma Music Factory през 2006. Издаването му отнема около пет години след появата на КариZма на музикалната сцена в България, като и до днес не е ясно каква е причината за забавянето.
„Еклисиаст“ е мултимедиен албум от две части – CD и DVD. В първата (The Album и Remixes) влизат 17 песни, въпреки че на обложката са посочени 16 (като и двете песни „Outro (Музиката в мен)“ и „Минаваш през мен (Phuture Shock Dub Mix)“ са обозначени като 13-а подред). Дебютната песен „Рискувам да те имам“ не е добавена нито в една от версиите си (оригиналната и КариZма Re-edit), вероятно заради съдебните дела около първоначалните им издатели Полисаунд.. Песента фигурира само като клип. В другата част от албума (Single Video Collection) са събрани всички видеоклипове на дуета, както и изпълнения на живо, документални филми за създаването на клипа към „Минаваш през мен“, за записването на „Колко ми липсваш“ със Софийската филхармония, както и за самите КариZма. На обложката са посочени само 9 от всичките 19 добавки.
Албумът е издаден не в обичайната кутийка за дискове, а в специална „книжка“ с твърди корици. В книжното тяло са използвани цитати от Библията, както и преводът на Цветан Стоянов на стихотворението „Философия на Любовта“ на П.Б.Шели. Всяка от снимките е озаглавена, както следва: любов, съмнение, размисъл, простота, молитва, целомъдрие, вяра, радост, разговор и КариZма. Посочени са текстовете само на „Минаваш през мен“, „Някога преди“ и „Нещо мило“. За първи път се появява официалното лого на дуета върху продукт.
Всеки отделен албум „Еклисиаст“ има персонален код от 13 знака, с който се дава възможност за получаване на нова музика, както и участие в лотария.
Около заглавието на албума възниква своеобразен спор (дали се пише Еклисиаст, или Еклесиаст) между КариZма и Българската академия на науките. Мирослав Костадинов коментира, че грешката е в БАН, и че самият той има няколко издания на Библията, в които се пише с и. 